# Zwarte woudaap
De zwarte woudaap of zwarte roerdomp (Botaurus flavicollis, synoniemen: Ixobrychus flavicollis en Dupetor flavicollis)  is een vogel uit de familie van de reigers (Ardeidae).

## Kenmerken
De vogel is ongeveer 58 tot 66 cm groot en een spanwijdte van 80 cm. Hij weegt tussen de 300 en 420 gram. De rug en de bovenkant van de vleugels zijn zwart, de zijkanten van de nek zijn geel. Hij is witachtig aan de onderkant met bruine strepen. De jongen lijken op de volwassenen maar zijn donkerbruin in plaats van zwart. De snavel is geel.

## Verspreiding en leefgebied
Er zijn drie ondersoorten:
- B. f. flavicollis (van India tot in Indochina, de Filipijnen en het westen en midden van Indonesië)
- B. f. australis (Oost-Indonesië, Nieuw-Guinea, Bismarck Archipel en Australië)
- B. f. woodfordi (Salomoneilanden)

Het leefgebied van deze vogel omvat draslanden, dichte oevervegetatie van rivieren, moerassen, billabongs, uiterwaarden en mangroves. Opgeschrikt zal hij niet opvliegen maar dekking zoeken in de vegetatie. De zwarte roerdomp voedt zich met insecten, vis en amfibieën. Het nest van riet wordt gebouwd op de grond of in bomen. Het vrouwtje legt drie tot vijf eieren. Beide ouders voeden de jongen.

## Status
De zwarte woudaap heeft een groot verspreidingsgebied en daardoor is de kans op de status kwetsbaar (voor uitsterven) gering. De grootte van de populatie werd in 2009 geschat op 63.000 tot 320.000 individuen. De reiger gaat in aantal achteruit. Echter, het tempo ligt onder de 30% in tien jaar (minder dan 3,5% per jaar). Om deze redenen staat de zwarte woudaap als niet bedreigd op de Rode Lijst van de IUCN.